# Wei (Printemps et Automnes)
Pour les articles homonymes, voir Wei.
Le Wei (chinois simplifié : 卫国 ; chinois traditionnel : 衞國 ; pinyin : wèi guó, 812-478 av. J.-C., parfois écrit Wey pour ne pas être confondu avec l'autre État portant le nom de Wei, (魏国 / 魏國, wèi guó) était un État de la Chine ancienne, fondée sous la dynastie Zhou. Il était situé au nord-est de Henan actuel, sur le territoire de la ville de Puyang.
Il atteint son apogée durant la période des Printemps et Automnes (771 à 481-453 av. J.-C.).

## Liste des gouverneurs
Liste partielle des gouverneurs :
- Duc Wu (en) -812 — -758
- Duc Zhuang (zh) -757 — -735
- Duc Huan (zh) -734 — -719
- Duc Xuan (en) -718 — -700
- Duc Hui (zh) -699 — -669
- Duc Yi (en) -668 — -661
- Duc Dai (zh) -660
- Duc Wen (zh) -659 — -635
- Duc Cheng (zh) -634 — -600
- Duc Mu (zh) -599 — -589
- Duc Ding (zh) -588 — -577
- Duc Xian (zh)-576 — -559
- Duc Shang (zh) -558 — -547
- Duc Xian (zh) -546 — -544
- Duc Xiang (zh) -543 — -535
- Duc Ling -534 — -493
- Duc Chu -492 — -481
- Duc Zhuang -480 — -478